# Lucrèce de Médicis (1470–1553)
Pour les articles homonymes, voir Lucrèce de Médicis.
Lucrèce de Médicis (italien : Lucrezia Maria Romola de' Medici), née le 4 août 1470 et morte entre le 10 et le 15 novembre 1553, est une noble florentine, fille aînée de Laurent de Médicis et de Clarisse Orsini et mère de Maria Salviati, Giovanni Salviati et Bernardo Salviati. Son portrait est considéré (en tant que nouveau-né) comme l'Enfant Jésus de La Madone du Magnificat de Botticelli.

## Biographie
Elle épouse en février 1488 Jacopo Salviati. Elle lui apporte une dot de 2 000 florins lors du mariage,. Lorsque ses frères sont envoyés en exil, elle se retrouve en difficulté car Jacopo est un partisan des nouveaux dirigeants. En août 1497, elle utilise 3 000 ducats pour appuyer un complot pour le retour de son frère Piero au pouvoir. Quand il échoue, les hommes y ayant participé sont exécutés, mais Francesco Valori, dirigeant de Florence, ne peut envisager de nuire à une femme,. Elle continue de travailler au soutien de la famille des Médicis, y compris par la négociation du mariage de sa nièce, Clarice (1493-1528) avec Philippe Strozzi le Jeune contre le désir des dirigeants florentins. Lorsque son frère Julien revient à Florence en 1512, il demande l'avis de ses sœurs sur la façon dont il devrait restructurer le gouvernement.
En mars 1513, son frère devient le pape Léon X, et les Médicis organisent des jours de fêtes à Florence. Lucrèce et ses frères et sœurs donnent des cadeaux et de l'argent à la foule à l'extérieur du palais familial. En 1514, le pape Léon X a tellement épuisé les trésors du Vatican qu'il met en gage la tiare papale (d'une valeur de 44 000 ducats) à Lucrèce et son mari. Elle commence à avoir des disputes publiques avec sa belle-sœur, Alfonsina Orsini, qui oeuvre pour élever son fils Laurent capitaine général de la République de Florence (1515), puis duc d'Urbin  (1516). Elle et son mari préfèrent qu'un groupe règne sur Florence, plutôt qu'un individu seul. Le pape Léon nomme le fils de Lucrèce, Giovanni Salviati, cardinal en 1517. Elle gère sa maison et son bureau à partir de 1524, en particulier lorsqu'il voyage en tant que légat du pape. Elle utilise cette influence pour aider à promouvoir la cause des Médicis à Rome. Lucrèce est au côté du pape Léon lorsqu'il meurt.
En 1527, lorsque les Médicis sont de nouveau exilés de Florence, Jacopo est fait prisonnier par Charles Quint avec le cousin de Lucrèce, le pape Clément VII. Elle rassemble la rançon et obtient la libération de son époux. Elle et son mari s'opposent à la décision du pape Clément de marier leur petite-nièce Catherine de Médicis au futur Henri II de France, affirmant qu'une telle héritière Médicis doit se marier en Italie.
Jacopo meurt en 1533. Lucrèce lui survit vingt ans. La date exacte de sa mort est inconnue, mais on estime qu'elle se situe entre le 10 et le 15 novembre 1553. Elle avait 83 ans,.

## Patronage
En 1520, le Pape Léon X lui demande de soutenir les couvents de Florence. Elle paie pour une expansion significative du couvent San Giorgio, le financement de nouveaux dortoirs, des cloîtres et des ateliers. Elle fait construire d'autres chapelles en 1530 à Rome. Elle et Giovanni paient ensemble pour une chapelle à Rome qui servirait également de lieu de repos pour la famille. En novembre 1520, elle échange des messages avec Filippo de' Nerli et Machiavel sur la modification d'une biographie d'Alexandre le Grand. Elle est un des patrons de Jérôme Benivieni. Ensemble, elle et Benivieni demandent à son frère, le pape Léon X, son appui pour ramener le corps de Dante dans sa ville natale de Florence.

## Descendance
De son mariage, elle a eu dix enfants, dont certains ont été des figures importantes de la Renaissance européenne, :
- Cardinal Giovanni Salviati (Florence, 1490 - Ravenne, 1553)
- Lorenzo Salviati (Florence, 1492 - Ferrara, 1539), sénateur et mécène
- Piero Salviati, patricien
- Elena Salviati (Florence, vers 1495 - Gênes, 1552), épouse le marquis Pallavicino Pallavicino et en deuxième mariage, le prince Iacopo V Appianai en Appiano
- Baptiste Salviati (1498-1524)
- Maria Salviati (1499-1543), mariée à Jean des Bandes Noires. Ce mariage unifie la branche principale et la branche Popolano des Médicis. Son fils, Côme Ier, est nommé à la tête de Florence après la mort du duc Alexandre de Médicis
- Luisa Salviati, marié à Sigismond de Luna et de Peralta
- Francesca Salviati, mariée à Piero Gualterotti et en deuxièmes noces en 1533, à Ottaviano de Médicis. Mère du pape Léon XI
- Bernardo Salviati (Florence, 1505/1508 - Rome, 1568) chevalier de l'Ordre de Saint-Jean de Jérusalem, par Catherine de Médicis en France ; fait cardinal en 1561
- Alamanno (1510-1571), patricien

## Sources
- (en) Natalie R. Tomas, The Medici Women : Gender and Power in Renaissance Florence, Aldershot, Ashgate, 2003, 229 p. (ISBN 0-7546-0777-1)
- Sarah Frydman, La saga des Médicis, Le Lys de Florence, Livre de poche, 2005.  (ISBN 9782253114635)